# Breiðholt
Breiðholt (wymowa: [ˈpreiːðˌhɔl̥t]) – dzielnica administracyjna Reykjavíku, stolicy Islandii, położona w jego południowo-wschodniej części. Od zachodu i południa graniczy z miastem Kópavogur, od wschodu i północy z dzielnicą Árbær. W północno-zachodniej części graniczy na niewielkim odcinku z dzielnicą Háaleiti-Bústaðir. W 2010 roku zamieszkiwało ją 20,6 tys. osób. Obejmuje trzy poddzielnice: Neðra-Breiðholt, Efra-Breiðholt i Seljahverfi.